# Héléna Fournier
Pour les articles homonymes, voir Fournier.
Héléna Fournier, née Héléna Pellault le 23 décembre 1904 à Cussay en Indre-et-Loire et parfois appelée Hélène Fournier, et morte le 29 mars 1994, est une figure de la résistance d'Indre-et-Loire, où elle joue un rôle actif d'aide aux passages clandestins de la ligne de démarcation qui sépare en deux le département du début de l'été 1940 au 1er mars 1943. Elle est déportée à Auschwitz le 24 janvier 1943 dans le convoi des 31000 dont elle est la seule rescapée des vingt Tourangelles déportées dans ce convoi.

## Biographie
Née le 23 décembre 1904 à Cussay en Indre-et-Loire, Héléna Antoinette Louise Pellault est la fille d'un maréchal-ferrant, socialiste et laïque. Elle se marie et prend le nom de son mari, Fournier. Le couple tient une épicerie à Tours au 98, rue Febvotte.

### Rôle dans la Résistance
Pendant la Seconde Guerre mondiale elle s'engage dans le réseau résistant Libé-Nord. L'épicerie qu'elle tient sert de lieu de transmission de messages circulant dans le réseau. Elle héberge et aide des personnes clandestines, en fuite ou recherchées pour leur activité dans la Résistance.

### Le convoi des 31000
Elle est arrêtée sur dénonciation le 29 octobre 1942. Elle est emmenée à la prison de Tours où le matricule 1183 lui est attribué. Elle y reste jusqu'au 7 novembre 1942, en compagnie de vingt autres Tourangelles. Elles sont ensuite emmenées au camp allemand de Romainville, en Seine-Saint-Denis dans la commune des Lilas. Elle y est détenue avec Élisabeth Le Port. Les prisonnières sont transférées au camp de Royallieu, puis sont déportées au camp d'Auschwitz dans le convoi dit des 31000, du 24 janvier 1943, qui comprend 230 femmes et 1 530 hommes,,.

#### Détention à Birkenau et à Ravensbrück
Elle est détenue avec ses campagnes tourangelles à Birkenau.

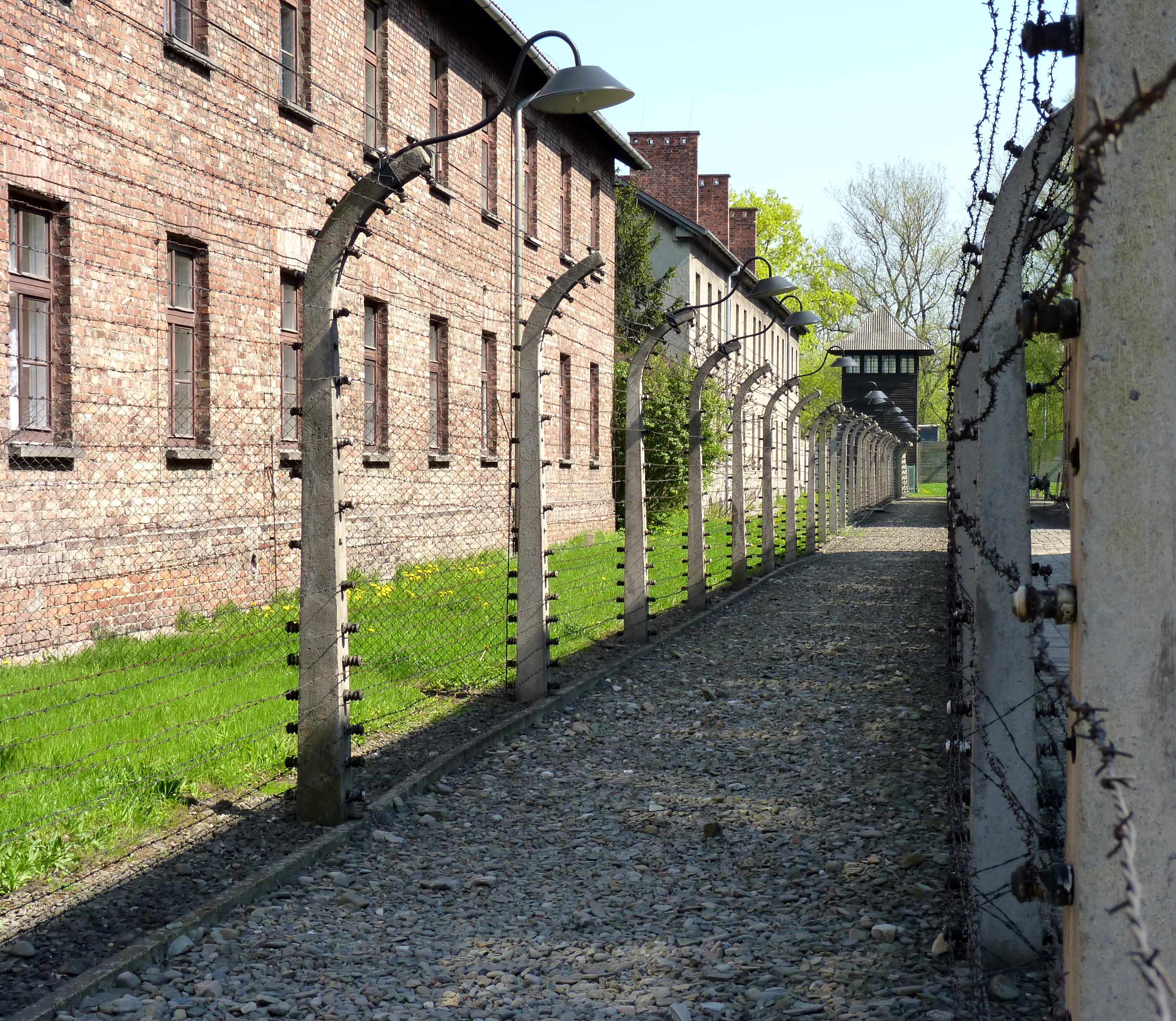
Auschwitz - Baraquements et barrières du camp d'Auschwitz.

Rachel Deniau, Mary Gabb qui meurt le jour de son arrivée à Birkenau, Germaine Jaunay et Élisabeth Le Port entre autres l'accompagnent. Élisabeth Le Port la décrit comme peu partageuse dans sa correspondance. Alors qu'elle tente de réconforter Germaine Jaunay, cette dernière lui rétorque « Pourquoi rentrer, pour être battue? ». Quant à Rachel Deniau, son nom figure sur la stèle en mémoire des déportés à Amboise, et une rue porte son nom à La Croix-en-Touraine. Après son arrivée à Birkenau, elle contracte le typhus et travaille dans les commandos. En mai 1942, elle reste la seule Française des commandos de Birkenau, les autres étant détenues à Raïsko, camp annexe situé à proximité, ou sont mortes. Elle réussit à se faire admettre au revier, nom allemand du baraquement destiné aux prisonniers malades des camps, comme nettoyeuse grâce à Marie-Claude Vaillant-Couturier. Le 2 août 1944, elle est transférée au camp de Ravensbrück, puis au camp de Mauthausen le 2 mars 1945.

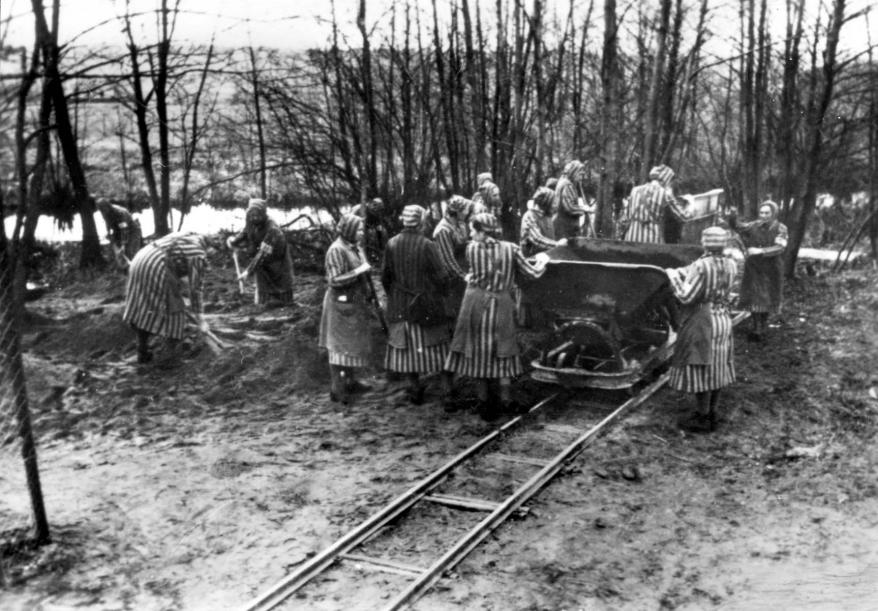
Femmes au travail au camp de Ravensbrück en 1939.

#### Liste de Tourangelles déportées avec Héléna Fournier[1]
- Francisca Goutayer, dite Cica, matricule 31780, serveuse au restaurant Parisien à Tours, dénoncée par Antoinette Bibault, morte au revier de Birkenau en avril 1943[1],[10].

- Marie Louise Gabb, née Thomas le 24 mars 1891 à Amboise[11] et morte le 16 février 1943[8].

- Rachel Deniau, matricule 31773, née le 1er mai 1899 à la Croix-de-Bléré, factrice, morte au revier de Birkenau le 10 avril 1943[12].

- Germaine Jaunay, matricule 31782, née Mouzé le 12 octobre 1898 à Francueil, au lieu-dit « La Bergerie », tante de Rachel Deniau, morte au revier de Birkenau âgée de 53 ans[13].

- Élisabeth Le Port, matricule 31786, née le 9 avril 1919 à Lorient, Morbihan, enseignante, dénoncée par une de ses élèves[5], morte de dysenterie le 14 mars 1943 à l'âge de 24 ans au revier de Birkenau. Une plaque commémorative est apposée dans sa classe à Saint-Christophe-sur-le-Nais[14].

- Marcelle Laurillou, née Mardelle le 19 novembre 1914 à Perrusson, dénoncée par une femme dénommée Email, morte de dysenterie le 20 avril 1943 à Birkenau[15].

- Raymonde Sergent, matricule 31790, née Delalande le 18 août 1903 à Saint-Martin-le-Beau, restauratrice au Café Hôtel de l'Union, morte le 30 avril 1943 au revier de Birkenau. Elle est la dernière des Tourangelles assistée par Héléna Fournier dans ses derniers moments. Une rue porte son nom à Saint-Martin-le Beau. Elle est décorée à titre posthume de la médaille de la Résistance Française, de la médaille militaire, de la médaille de la déportation et de la Croix de Guerre avec palmes[16].

- Emilia Kérisit, dites Léa, matricule 31783, née Baliteau le 30 juillet 1895 à Jaunay-Clan, infirmière, coopère souvent avec Jeanne Goupille dans les réseaux d'aide aux personnes clandestines, arrêtée le 23 septembre 1942. Diagnostiquée malade du typhus en avril, elle est assommée par une tortionnaire et meurt le 25 mai 1943[17].

- Germaine Maurice, matricule 31788, née le 8 mai 1918 à Vou, morte d'une pneumonie au revier de Birkenau le 23 février 1943[18]

- Yvonne B., morte pendant la course de sélection du 10 février 1943. Originaire d'Indre et Loire, et femme d'un fermier prisonnier de guerre, elle ne révèle pas sa grossesse par peur de voir sa liaison avec un autre homme découverte[8].

### Retour à Tours
Elle revient à Tours le 1er mai 1945. Elle est la seule survivante des vingt Tourangelles déportées, et assumera la charge d'annoncer aux familles le décès et les conditions de détention de leurs proches au camp de Birkenau.

## Distinctions
- Officier de la Légion d'honneur (1985) ; chevalier en mars 1966[2].
- Homologation dans la R.I.F avec le grade de caporal[19].

## Hommage
En 2021, pour honorer la mémoire d'Héléna Fournier, la ville de Tours donne son nom à une rue.